# جعفرقلی قاجار
جعفرقلی خان قاجار یکی از برادران آقامحمدخان قاجار، سردودمان پادشاهی قاجار در ایران بود.
از میان برادران آقامحمدخان کسی که بیش از همه به او خدمت کرد جعفرقلی خان قاجار بود که در تمام مدت جنگ‌ها و سختی‌ها آقامحمدخان را یاری کرد و حتی یک بار نیز او را از اسارت رهانید. جعفرقلی خان، آقامحمدخان را پدر خود می‌دانست و برخلاف سایر برادران آقامحمدخان هرگز با وی مخالفتی نکرده بود و علیه وی نشوریده بود.
پس از تاج‌گذاری آقامحمدخان، شاه نگرانی این را داشت که بعد از مرگش، برادرانش از جمله جعفرخان برای ولیعهد او - فتحعلی‌خان - مشکل به وجود آورند و ایجاد دردسر کنند؛ بنابراین تصمیم گرفت که برادر صدیق و با اخلاص خود را از بین ببرد. وی مادر خویش را واداشت که جعفرقلی خان را که حکومت اصفهان بدو داده شده بود و راهی آنجا بود، به تهران برگرداند. آقامحمدخان به مادر قول داد که او را بیش از یک روز در تهران نگه ندارد. دو برادر در عمارت ویژهٔ شاه با یکدیگر دیدار کردند. شاه قاجار در آنجا پس از صرف شام دستور کشتن برادر خود را داد.
روایت دیگری به نقل از چند منبع دیگر وجود دارد که بر این مبنا است که جعفرقلی خان هنگام ورود به تهران به نزد برادرش آقامحمدخان می‌رود و آقامحمدخان که نقشه‌ای از پیش طراحی شده برای کشتن برادرش داشت، وانمود می‌کند که دیگر کینه‌ای نسبت به برادرش ندارد و او را دگر باره به حاکمیت اصفهان منصوب می‌کند اما قبل از رفتنِ جعفرقلی خان به او می‌گوید بهتر است قبل از رفتن، سری هم به عمارت تازه تأسیس باباخان (فتحعلی‌شاه) بزند. جعفرقلی خان به همراه باباخان که پشت سر عمویش او را همراهی می‌کند گشتی در «عمارت خورشید» می‌زنند که ناگهان چند نفر که به دستور آقامحمدخان در عمارت استقرار یافته بودند بر سر جعفرقلی می‌ریزند و او را می‌کشند.
از آنجایی که آقامحمدخان قول داده بود فقط یک شب او را در تهران نگه دارد، دستور می‌دهد او را تا قبل از نیمه‌شب دفن کنند. خود آقامحمدخان به برادرزاده‌اش باباخان که از ماجرا خبر نداشته اظهار می‌دارد که این کار را تنها به خاطر اینکه باباخان بتواند بعد از او به راحتی سلطنت کند انجام داده‌است.